# 서하 인종
서하 인종 이인효(西夏 仁宗 李仁孝, 1124년 ~ 1193년 10월 16일)는 서하의 제5대 황제(재위:1139년 7월 ~ 1193년 10월 16일)이다. 서하 숭종의 소생이고, 시호는 성덕황제(聖德皇帝) 혹은 정황제(禎皇帝)이다.

## 가족

### 후비
- 망황후(罔皇后)
- 나황후(羅皇后)

### 형제
- 세자(世子) 이인애(李仁愛)
- 월왕(越王) 이인우(李仁友)

### 자녀

#### 아들
- 환종(桓宗) 이순우(李純祐)